# Ilse-Maria Dorfstecher
Ilse-Maria Dorfstecher (* 27. Januar 1932 in Dömitz; † 14. März 2020 in Berlin) war eine deutsche Galeristin, Kuratorin und Autorin, die von 1994 bis 2017 die Inselgalerie Berlin leitete und sich für die Förderung von Künstlerinnen einsetzte.

## Leben
Nach einem Studium der Theaterwissenschaft und Germanistik an der Humboldt-Universität zu Berlin arbeitete Ilse-Maria Dorfstecher zunächst als Rundfunk-Regisseurin. Dem schloss sich eine freischaffende Tätigkeit als Autorin für Kunst-, Theater- und Literaturausstellungen an und bis 1990 leitete sie das Plakatarchiv des Verbandes Bildender Künstler der DDR. Das von ihr geleitete Archiv umfasste mehr als 30.000 Plakate und Poster. 
1993 gründete Ilse-Maria Dorfstecher den Verein Xanthippe. Von 1994 bis 2017 leitete sie ehrenamtlich die Inselgalerie Berlin. Unter ihrer Leitung stellten über 600 Künstlerinnen aus dem In- und Ausland aus, sie organisierte Lesungen und Diskussionen. 
Ilse-Maria Dorfstecher war mit dem Grafiker und Briefmarkenkünstler Dietrich Dorfstecher (1933–2011) verheiratet und wohnte bis zu ihrem Tod in Berlin-Grünau. 

## Auszeichnungen
- 2007: Berliner Frauenpreis[2]